# Вюрцбурзька школа
Вюрцбурзька школа (нім. Würzburger Schule) — школа в німецькій психології, що виникла на початку XX століття й розробила основи психології мислення. Філософським підґрунтям виступали ідеї позитивізму, критичного реалізму, феноменології Е. Гуссерля. Головними напрямками дослідження були мислення, формулювання висновків, воля та увага.

## Короткий опис
Науковцями школи були проведені новаторські дослідження мислення (Н. Ах), в яких використовувалася регламентована методика пред'явлення завдань і «метод систематичного експериментального самоспостереження». На противагу до асоціативної теорії, на підставі проведених школою досліджень було висунуто тезу про те, що головну роль в мисленні виконують не відчуття та уявлення, а думки без образів, якими виступають знання неспостережного типу (усвідомлення правил, усвідомлення відносин, думки-інтенції), що й скеровують хід думок при вирішенні завдань. Таким чином, мислення розглядалося як активний процес, керований або особливою психологічною настановою (Г. Ватт), або детермінуючою тенденцією (Н. Ах) чи «антиципаційною схемою» (Отто Зельц). Власний досвід у формі систематичних самоспостережень, на думку представників цієї школи, є основним джерелом психологічного пізнання. Одним з основих методів Вюрцбурзької школи було експериментальне фіксування психологічних процесів за допомогою ретроспекції (самоспостереження, оберненого назад). Досліджувалися також асоціації та мисленнєві процеси, які виникали через контрольовані подразники.
Висновки про відсутність зв'язку мислення з мовою, чуттєвою основою та практикою, до яких прийшли у Вюрцбурзькій школі, викликали критику В. Вундта, Е. Тітченер, Г. Е. Мюллера.
Незважаючи на критику в ненауковості деяких методів та висновків Вюрцбурзької школи, вона заклала основу майбутньої когнітивної революції 50-х років XX століття, результатом якої стало формування й утвердження комплексу когнітивних наук як міждисциплінарного поля дослідження.
Методи Вюрцбурзької школи використовуються в дослідженні атрибуції.

## Представники
- Освальд Кюльпе
- Нарцис Ах
- Карл Бюлер
- Отто Зельц
- Карл Марбе